# ヴァニラ文庫
ヴァニラ文庫（ヴァニラぶんこ）は、ハーパーコリンズ・ジャパンが刊行するティーンズラブ小説レーベル。2013年8月2日創刊。
2014年5月2日にニューズ・コープに買収されハーパーコリンズの一部門になるまではハーレクインが刊行しており、同年7月1日にハーレクインはハーパーコリンズ・ジャパンに社名を変更し刊行を続けている。
一部の作品にはハーレクイン作品のリメイク（翻訳とはやや異なる）も存在する。

## 概要
西洋風のファンタジーを舞台とした作品が多かったが、平安時代や現代を取り扱った作品もありジャンルは縛られていない。
2016年3月3日より派生レーベル『ヴァニラ文庫ミエル』が創刊され、ヴァニラ文庫ではあまり扱っていなかった現代物を扱っている。
発売日は当初は毎月3日頃であったが、2015年5月刊より毎月1日頃に変更され、ヴァニラ文庫ミエル（以下ミエル）との区別化のためかミエルが毎月3日頃発売、本レーベルが毎月17日頃発売となった。
2016年4月21日より派生レーベル『ヴァニラ文庫うふ』が創刊したが、こちらは電子書籍専門レーベルで、イラストは表紙アイコンに留まり、本文中に挿絵はなかった。発売日については本家やミエルと比べても、定まっていない。2017年2月16日刊行分を最後に配信されていない。
乙女ドルチェ・コミックスにてコミカライズされる作品もある。コミカライズは連載ではなく、書き下ろしである。コミカライズは月刊乙女ドルチェMgazineという無料のオンライン配信も行ったことがあるが、試し読みでほぼまとめられたものであった。この試し読み無料マガジンとは別に、2017年3月20日より読み切りのコミカライズを掲載する季刊誌
・乙女ドルチェが創刊されている。